# Aeroportul Urmia
Aeroportul Urmia (IATA: OMH, ICAO: OITR) este un aeroport din Nazluy-ye Jonubi Rural District⁠(d), Central District⁠(d), Urmia County⁠(d), Provincia Azerbaidjanul de Vest, Iran ce deservește zona Urumieh. Aeroportul a fost tranzitat în 2019 de 343.338 de pasageri. A fost numit după zona deservită.
Situat la o altitudine de 1.324 m, aeroportul dispune de 1 pistă. Este operat de Iranian Airports Holding Company⁠(d).

## Infrastructură

### Piste
Aeroportul dispune de o singură pistă. Pista 03/21 are suprafața de asfalt și dimensiunile 3.249 m × 45 m. 